# Fernando Niño de Guevara
Fernando Niño de Guevara (Toledo, 1541-Sevilla, 8 de enero de 1609) fue un cardenal español de la Iglesia católica, arzobispo de Sevilla e Inquisidor general. Era sobrino de  Fernando Niño y Zapata, muerto en 1552, arzobispo de Granada, presidente del Real Consejo, patriarca de las Indias y obispo de Sigüenza.
Tercero de los hijos de Rodrigo Niño Zapata, embajador en Venecia de Carlos V,  y de Teresa de Guevara, estudió derecho en la Universidad de Salamanca, desde donde fue a Cuenca como archidiácono de Moya. En 1570 fue oidor en Valladolid y en 1580 pasó al Consejo de Castilla y después recibió la presidencia de la chancillería de Granada.
Fue nombrado cardenal por Clemente VIII el 5 de junio de 1596, y vivió en Roma hasta 1599 cuando tomó el cargo de inquisidor general, además de miembro del Consejo Real. El 30 de abril de 1601 fue nombrado arzobispo de Sevilla.

## Arzobispo de Sevilla
Durante su mandato en Sevilla encargó un informe sobre las cofradías penitentes, que según su entender carecían de la espiritualidad necesaria y practicaban comportamientos irreverentes incompatibles con su carácter religioso.
Siguió los pasos de Rodrigo de Castro y organizó otro sínodo en 1604 en el cual legisló acerca de las hermandades y estableció una organización clerical de carácter pastoral. Quizás debido al espíritu severo de esta legislación, esta reforma no tuvo mucha aceptación, aunque sentó las bases para reflexionar sobre el espíritu en el que se celebraba la Semana Santa.[cita requerida]
Procedió a la autentificación de las reliquias de Santa Justa y Santa Rufina en 1602.

## Inquisición
Nombrado Inquisidor general el 3 de diciembre de 1599, celebró un auto general en Toledo y fue testigo de la firma del tratado de paz con Francia.
Apenas hay hechos destacables durante su mandato, bajo el cual se relajaron al brazo secular, y en consecuencia se quemaron en la hoguera 240 reos, y otros 96 en efigie. Además, 1628 acusados fueron encontrados convictos de herejía y sometidos a penas menores. [cita requerida]
En este período tuvo lugar una disputa con los jesuitas sobre si Clemente VIII era auténtico vicario de Jesucristo, en la que intervino el papa, quien propuso al rey Felipe III que destituyera a Niño de Guevara, lo que el monarca hizo en 1602.[cita requerida]
Falleció en Sevilla, el 8 de enero de 1609 y fue sepultado en la iglesia del convento de San Pablo en Toledo.

## Retrato
Un cuadro famoso de El Greco pintado en Toledo hacia 1600 y que en la actualidad se encuentra en el Museo Metropolitano de Arte de Nueva York,  retrata a Niño de Guevara. 

### Controversia
Algunos historiadores del arte sostienen que este retrato en realidad representa al Cardenal Bernardo de Sandoval y Rojas (1546–1618), Arzobispo Cardenal de Toledo y, asimismo, Inquisidor general de 1608 a 1618. Estas hipótesis se fundan en un par de retratos de época del cardenal Sandoval y Rojas, uno realizado por el discípulo del Greco, Luis Tristán; sin embargo, en ningún caso parece que el Cardenal Sandoval y Rojas usara lentes ni el corte de barba del retrato.[cita requerida] Con todo, la controversia no se ha saldado dado que el rostro, específicamente la nariz, del retrato fue dañado y tuvo que ser restaurado.[cita requerida]

## En la literatura
La novela El Greco pinta al Gran Inquisidor de Stefan Andrés, publicada en 1936, está inspirada por el cuadro del Greco. En ella Niño de Guevara representa la maldad de un sistema totalitario; en nombre de su fe se coloca con ello por encima del Estado. Incluso en su lecho de muerte firma todavía penas de muerte.[cita requerida]

## En el cine
Niño de Guevara fue interpretado por Juan Diego Botto en la película El Greco, de 2007.
| Predecesor: Pedro Portocarrero       | Inquisidor general 1600 – 1602   | Sucesor: Juan de Zúñiga y Flores    |
| Predecesor: Rodrigo de Castro Osorio | Arzobispo de Sevilla 1601 – 1609 | Sucesor: Pedro de Castro y Quiñones |